# Astacilla monodi
Astacilla monodi là một loài chân đều trong họ Arcturidae. Loài này được Tattersall miêu tả khoa học năm 1925.